# Friedrich Bloch (Bergingenieur)

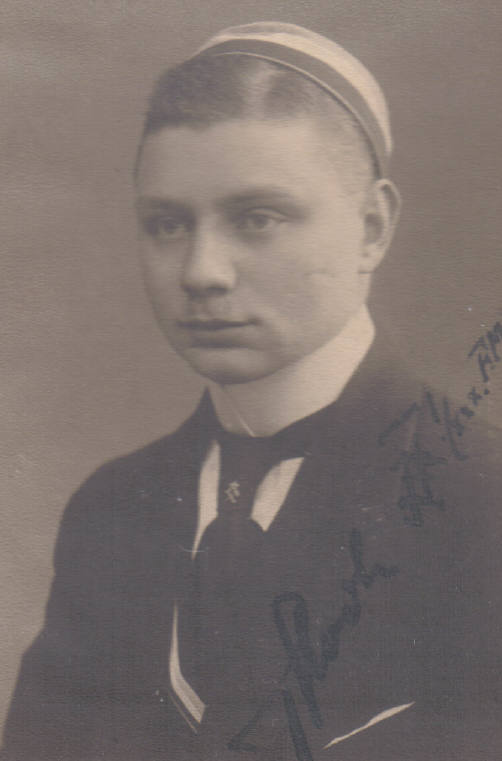
Friedrich Bloch als Transrhenane (1912)

Friedrich Bloch (* 5. Dezember 1890 in Beuthen; † 25. Mai 1942 im KZ Auschwitz-Birkenau) war ein deutscher Bergingenieur in Schlesien.

## Leben
Nach dem Abitur studierte Bloch Bergbau an der TH München. Am 29. Mai 1911 renoncierte er beim Corps Transrhenania München. Am 9. Februar 1912 recipiert, focht er zwölf Mensuren. Das Studium beendete er an der TH Berlin als Diplom-Ingenieur.
1914 kam er als Bergreferendar nach Heinitz. Im selben Jahr wurde er bei Ausbruch des Ersten Weltkrieges Soldat in der 3. Batterie des Reserve-Feldartillerie-Regiments 2 der Bayerischen Armee. Bereits im November 1914 verwundet und zunächst als Invalide entlassen, kehrte er nach Genesung in den Garnisonsdienst des 7. Feldartillerie-Regiments „Prinzregent Luitpold“ in München zurück. 1916 wieder aus dem Militärdienst entlassen, ging er als Bergreferendar nach Hindenburg. Er wurde 1917  nochmals reaktiviert und war zuletzt Leutnant der Reserve und Batterieführer.
Erst nach Kriegsende machte er 1919 das Assessorexamen. Als Bergassessor kam er nach Beuthen, 1921 nach Hindenburg. Hier wurde er 1922 stellvertretender Berginspektor der Berginspektion 3 und 1923 Beamter der Preußischen Bergwerks- und Hütten AG. 1925 wurde er stellvertretender Geschäftsführer der Verkaufsstellen der Oberschlesischen Staatsgruben und Geschäftsführer der Brikettfabrik in Hindenburg, 1930 Kaufmännischer Direktor der Preußischen Bergwerk AG, Zweigniederlassung Steinkohlebergwerk Hindenburg.
Als (getaufter) Jude am 31. März 1934 nach den Nürnberger Gesetzen aus rassischen Gründen entlassen, ging er nach Gleiwitz. Hier wurde er am 4. April 1942 (Karsamstag) ohne Angabe von Gründen verhaftet und nach Auschwitz deportiert, wo er wenig später im 53. Lebensjahr umkam.
Bloch war seit 1925 verheiratet und hatte eine Tochter und einen Sohn.
Bei Transrhenania seit dem 14. Januar 1916 philistriert, wurde Bloch am 6. Oktober 1935 aus der Philisterliste gestrichen, als die Arierparagraphen umgesetzt werden mussten. Nach Kriegsende wurde er wieder geführt. Seit 2002 erinnert eine Gedenktafel auf dem Corpshaus an ihn und die drei weiteren damals ausgeschlossenen jüdischen Corpsbrüder Heitz 2, Pflaum und Arthur von Weinberg.

## Auszeichnungen
- Eisernes Kreuz (1914) II. Klasse
- Schlesisches Bewährungsabzeichen II. und I. Stufe
- Ehrenkreuz für Frontkämpfer